# Rufin Piotrowski
Rufin Piotrowski (ur. 28 stycznia 1806 w Malinie, zm. 20 lipca 1872 w  Błoniu koło Tarnowa) – polski działacz polityczny, uczestnik powstania listopadowego, emigrant, emisariusz, pamiętnikarz.

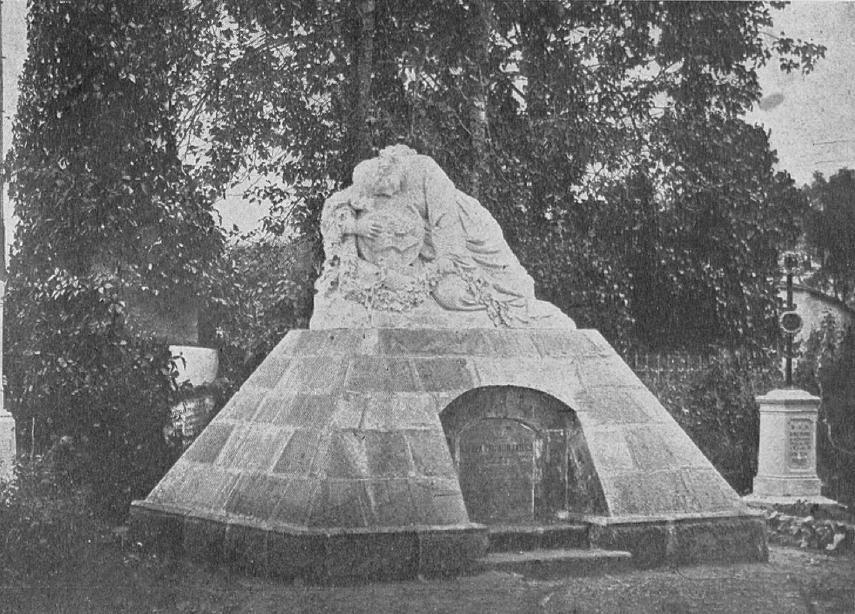
Grobowiec Rufina Piotrowskiego (przed 1936)

## Życiorys
Syn Józefa i Agnieszki z domu Zakusiło, wywodzących się z drobnej szlachty. W czasie powstania listopadowego służył pod rozkazami generała Józefa Dwernickiego; walczył w bitwie pod Ostrołęką i w obronie Warszawy. Po upadku powstania wyemigrował do Francji. W latach 1833–1835 był członkiem Towarzystwa Demokratycznego Polskiego. Od 1843, po wysłaniu go jako emisariusza do ojczyzny, organizował konspirację w Kamieńcu Podolskim. Został schwytany, skazany i osadzony w więzieniu w Kijowie, a następnie skazano go na katorgę pod Omskiem. W 1846 uciekł przez  Solikamsk i Wielki Ustiug do Archangielska, skąd przedostał się do Petersburga, następnie do Rygi, gdzie opuścił Rosję docierając przez Królewiec do Francji.
Od 1851 wykładał w polskiej szkole batiniolskiej w Paryżu. W czasie wojny krymskiej w 1853 r. z ramienia A. J. Czartoryskiego formował pułk kozaków sułtańskich w Turcji.
W 1867 powrócił do kraju. Napisał Pamiętniki z pobytu na Syberyi (tomy 1–3 wydane w latach 1860–1861 nakładem Księgarni Jana Konstantego Żupańskiego, 1860), które zostały przetłumaczone na  języki obce (angielski, duński, francuski, niderlandzki, niemiecki, rosyjski, szwedzki).
Został pochowany na Starym Cmentarzu w Tarnowie.

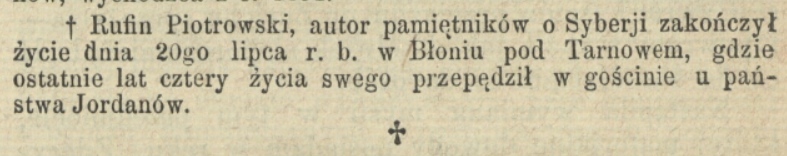
Nekrolog Głos Polski. 1872, nr 7 (15 sierpnia)

## Publikacje
- Pamiętniki z pobytu na Syberyi Rufina Piotrowskiego. T. 1 (1860)
- Pamiętniki z pobytu na Syberyi Rufina Piotrowskiego. T. 2 (1861)
- Pamiętniki z pobytu na Syberyi Rufina Piotrowskiego. T. 3 (1861)
- Rufina Piotrowskiego ucieczka z Syberyi (1902)

Inne polskie i obcojęzyczne publikacje Pamiętników z pobytu na Syberyi:
- Przygody na Sybirze, opowiedział dla ludu ksiądz pleban z pod Śremu. Poznań, 1877, 1877 (Przygody Rufina Piotrowskiego na Sybirze / opowiedział dla ludu i młodzieży Ks. Pleban z pod Śremu, wyd. J. Leitgeber, wyd. 3.) (także: Chicago, Ill.,  W. Dyniewicz, 1896)
- The story of a Siberian exile pollowed by a narrativ of recent events in Poland. Longman, Green, Longman, Roberts, & Green, 1863
- My escape from Siberia. 1863.
- Meine Erlebnisse in Russland und Sibirien während meines Aufenthalts daselbst meiner Gefangenschaft und Flucht, 1843-46. L. Merzbach, Poznań, 1862.
- Souvenirs d'un Sibérien: extraits des mémoires de Rufin Piotrowski et traduits du Polonais avec l'autorisation de l'auteur. Paris & Hachette, 1870 i drugie wydanie w 1872 (było też drukowane w 1863 w czasopiśmie Revue des deux mondes), wydanie z 1888: Paris : Librairie Hachette, 1888.
- En polsk ädlings oden uti rysk fangenskap och som deporterad i Siberien. 1863 (język szwedzki)
- Gedenkschriften van een Sibirien. Kampen 1864 (język niderlandzki)
- En russisk statsfanges erindringer. Kopenhaga, 1862 (język duński)
- Zapiski Rufona Piotrowskowo. Rosija i Sibir 1843–1846. Nordkoeping, 1863 (język rosyjski)